# Tác phẩm điêu khắc Rákóczi tại Košice

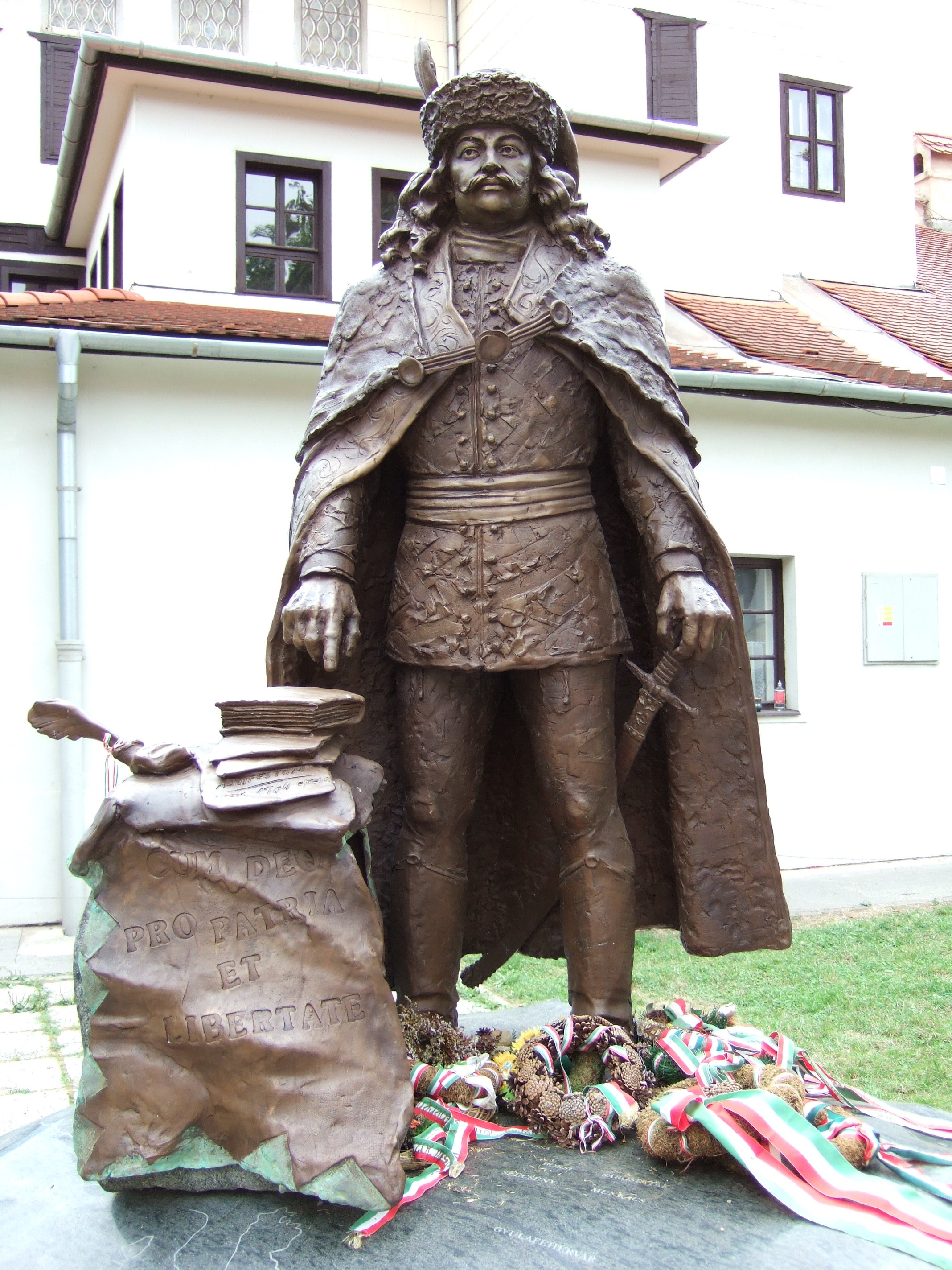
Tác phẩm điêu khắc Francis II Rákóczi ở Košice, Slovakia

Tác phẩm điêu khắc Rákóczi tại Košice là bức tượng toàn thân nhà quý tộc Francis II Rákóczi. Bức tượng làm bằng đồng điếu, tọa lạc trong Nhà thi hành án ở trung tâm Košice, Slovakia. Bức tượng đặt phía trước ngôi nhà tưởng niệm Rákóczi (ngôi nhà mô phỏng nhà ở của Francis II Rákóczi tại Tekirdağ, Thổ Nhĩ Kỳ).
Ngày 3 tháng 4 năm 2006, để tưởng nhớ 330 năm ngày sinh của Rákóczi (27 tháng 3 năm 1676) và kỷ niệm 100 năm ngày tìm thấy hài cốt của ông chôn cất tại Košice (hài cốt của Francis II Rákóczi và những người đồng chí chôn cất tại Nhà thờ chính tòa Thánh Elizabeth ngày 29 tháng 10 năm 1906). Nhân dịp lễ kỷ niệm này, Chính phủ Cộng hòa Hungary trao tặng tác phẩm điêu khắc Rákóczi cho thành phố Košice.
Tác phẩm điêu khắc Rákóczi cao 230 cm (7 ft 7 in), nặng 500 kg (1.100 lb), đặt trên một bệ đá hoa cương nặng 8.000 kg (17.600 lb), cao 70 cm (28 inch) và rộng 300 cm (118 inch).
Nhà điêu khắc Hungary Sándor Győrfi đến từ Karcag là người sáng tạo ra tác phẩm này.

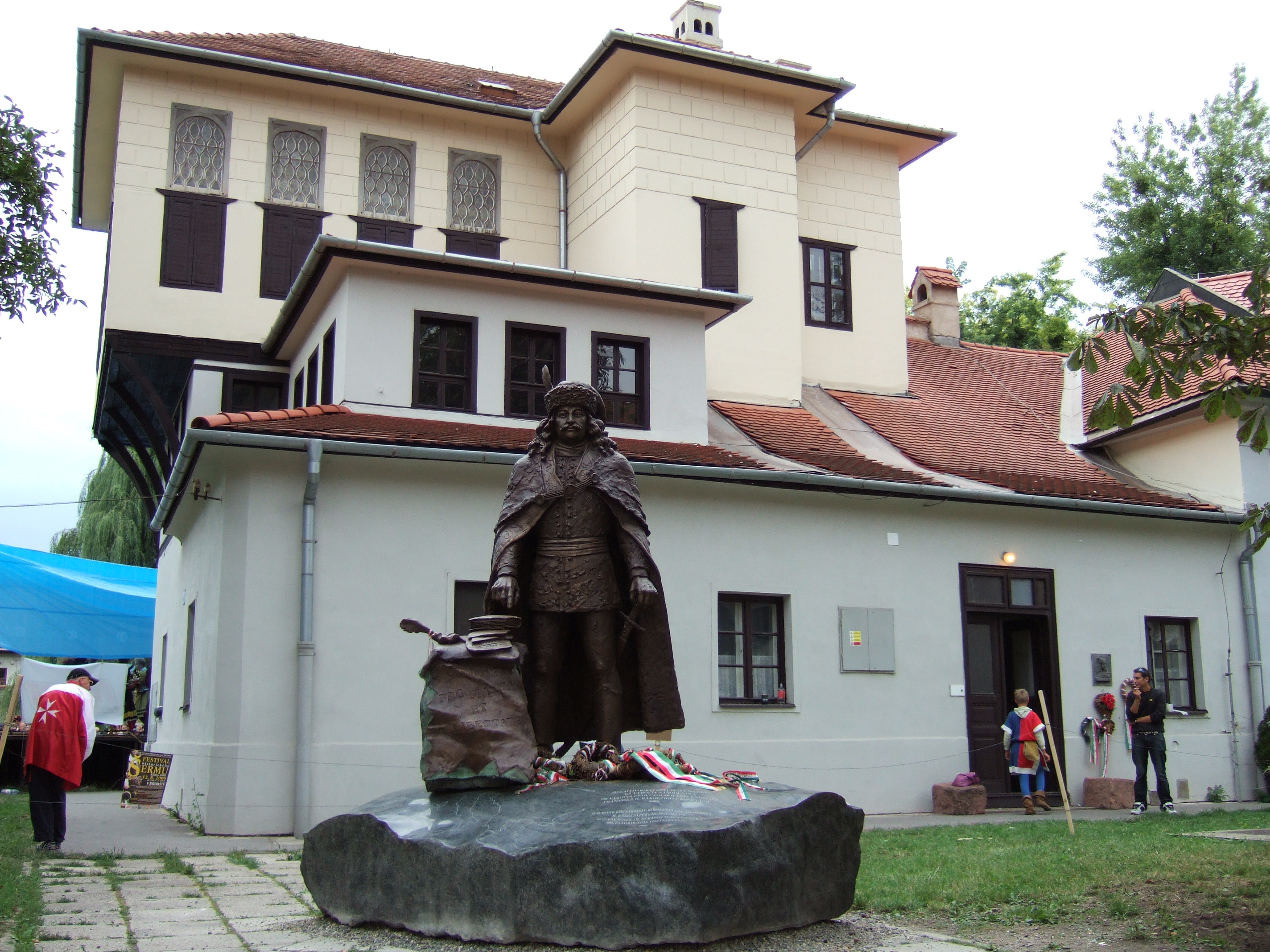
Nhà tưởng niệm với tác phẩm điêu khắc bằng đồng nhà quý tốc Francis II Rákóczi
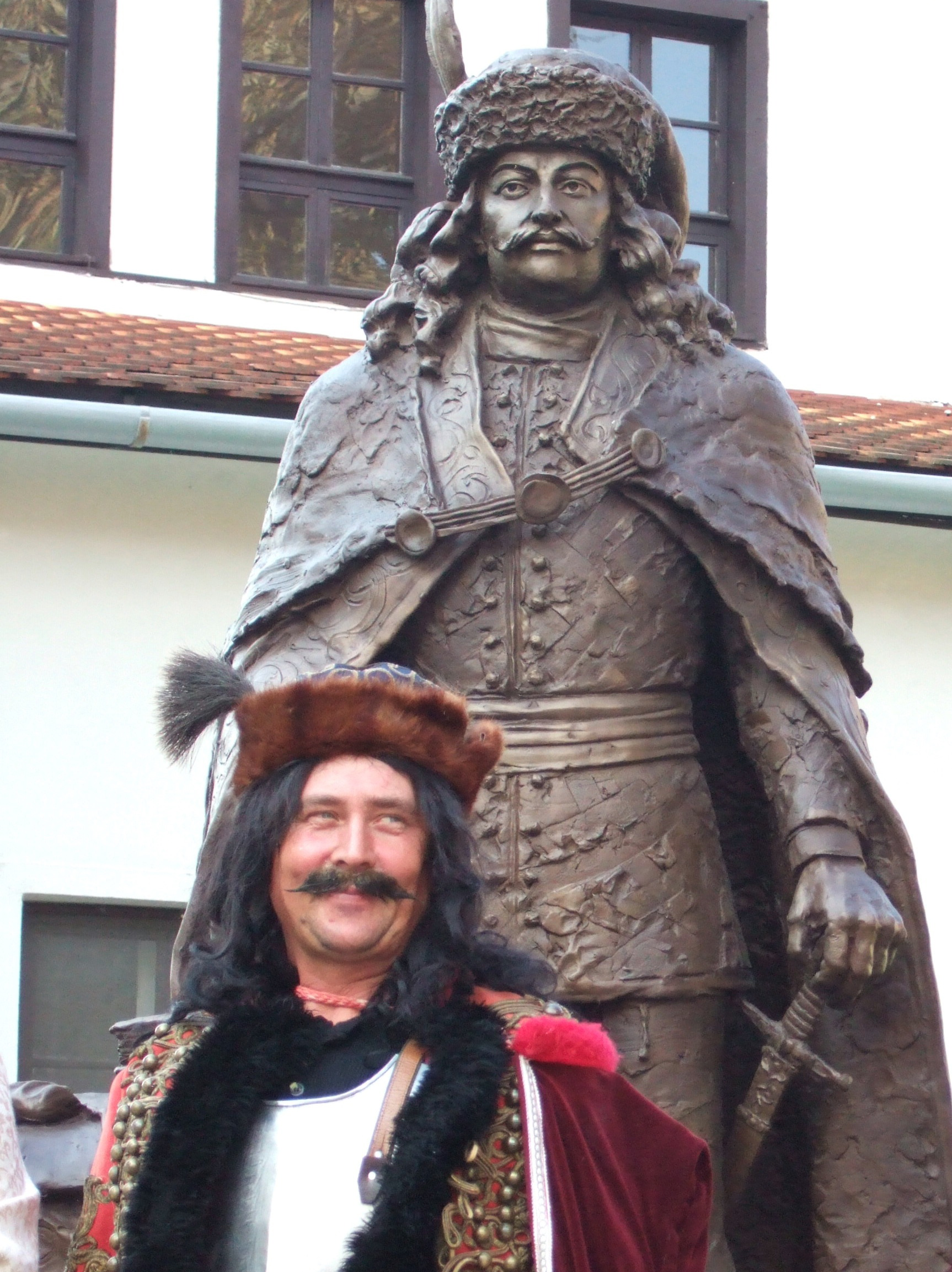
Tác phẩm điêu khắc Rákóczi